# Campionato mondiale di Formula 1 1953

Il bi-campione del mondo Alberto Ascari sulla Ferrari 553 F2 durante le prove del Gran Premio d'Italia a Monza.

Il campionato mondiale di Formula 1 1953 organizzato dalla FIA è stato, nella storia della categoria, il 4° ad assegnare il campionato piloti. È iniziato il 18 gennaio ed è terminato il 13 settembre, dopo 9 gare. Il titolo mondiale piloti è andato per la seconda volta all'italiano Alberto Ascari.
Come nel 1952, il campionato fu riservato alle Formula 2, mentre le auto da Formula 1 corsero solo gare non valide per il campionato, che ufficialmente era il "Campionato del Mondo Piloti".
Unica eccezione, fu la 500 Miglia di Indianapolis, riservate alle vetture secondo il regolamento tecnico specifico; inoltre, durante la 500 Miglia di Indianapolis, l'annata del mondiale si rivelò tragica, in quanto in Formula 1 si verificarono i primi decessi in pista da parte di Chet Miller durante le prove del 15 maggio e Carl Scarborough durante la gara del 30 maggio.
La Ferrari dominò il campionato, vincendo sette gare su otto disputate con Ascari, Farina e Hawthorn.

## Il calendario
| Gara | Nome ufficiale del Gran Premio | Circuito                      | Sede         | Data         | Ora Locale | Diretta TV |
| ---- | ------------------------------ | ----------------------------- | ------------ | ------------ | ---------- | ---------- |
| 1    | Argentine Grand Prix           | Circuito di Buenos Aires      | Buenos Aires | 18 gennaio   | -          | -          |
| 2    | Indianapolis 500               | Indianapolis Motor Speedway   | Speedway     | 30 maggio    | -          | -          |
| 3    | Dutch Grand Prix               | Circuito di Zandvoort         | Zandvoort    | 7 giugno     | -          | -          |
| 4    | Belgian Grand Prix             | Circuito di Spa-Francorchamps | Stavelot     | 21 giugno    | -          | -          |
| 5    | French Grand Prix              | Circuito di Rouen-Les Essarts | Orival       | 5 luglio     | -          | -          |
| 6    | British Grand Prix             | Circuito di Silverstone       | Silverstone  | 18 luglio    | -          | -          |
| 7    | German Grand Prix              | Nürburgring                   | Nürburg      | 2 agosto     | -          | -          |
| 8    | Swiss Grand Prix               | Circuito di Bremgarten        | Berna        | 23 agosto    | -          | -          |
| 9    | Gran Premio d'Italia           | Autodromo nazionale di Monza  | Monza        | 13 settembre | -          | -          |

## Scuderie e piloti
| Nome del team                    | Costruttore            | Modello                 | Motore              | Gomme | Piloti |
| -------------------------------- | ---------------------- | ----------------------- | ------------------- | ----- | --- |
| Alan Brown                       | Cooper                 | T23                     | Bristol             | D     | Alan Brown |
| Arthur Legat                     | Veritas                | Meteor                  | Veritas             | E     | Arthur Legat |
| Atlantic Stable                  | Cooper                 | T24                     | Alta                | D     | Peter Whitehead |
| Automobile Shippers/Casaroll     | Kurtis Kraft           | 500A                    | Offenhauser         | F     | Johnny Mantz Walt Faulkner |
| Bardahl/Ed Walsh                 | Kurtis Kraft           | 4000 500B               | Offenhauser         | F     | Sam Hanks Cliff Griffith |
| Baron de Graffenried             | Maserati               | A6GCM                   | Maserati            | P     | Toulo de Graffenried |
| Belanger Motors                  | Kurtis Kraft           | 500A                    | Chrysler            | F     | Joe Sostilio |
| Belond Equa-Flow                 | Kurtis Kraft           | 500B                    | Offenhauser         | F     | Johnnie Parsons |
| Belond Equa-Flow/Bromme          | Bromme                 |                         | Offenhauser         | F     | Bob Scott |
| Blakely Oil                      | Schroeder Kurtis Kraft | 4000                    | Offenhauser         | F     | Jimmy Bryan Johnnie Tolan |
| Blue Crown Spark Plug/Hopkins    | Lesovsky               |                         | Offenhauser         | F     | Bill Taylor |
| Bob Estes                        | Watson                 | Indy Roadster           | Offenhauser         | F     | Don Freeland |
| Bob Gerard                       | Cooper                 | T23                     | Bristol             | D     | Bob Gerard |
| Brown Motors                     | Schroeder              |                         | Offenhauser         | F     | Pat O'Connor |
| Caccia Motors                    | Schroeder              |                         | Offenhauser         | F     | Len Duncan |
| Cal Connell                      | Kurtis Kraft           | 500B                    | Cadillac            | F     | Bill Homeier |
| California Speed                 | Maserati               | 8CTF                    | Maserati            | F     | Joe Barzda |
| Central Excavating/Pete Salemi   | Trevis                 | Indycar                 | Offenhauser         | F     | Len Duncan |
| Chico Landi                      | Maserati               | A6GCM                   | Maserati            | P     | Chico Landi |
| Christy                          | Christy                |                         | Offenhauser         | F     | Wayne Selser |
| Chrysler/Wolcott                 | Kurtis Kraft           | 500A                    | Chrysler            | F     | Johnnie Tolan George Connor |
| City of Detroit                  | Kurtis Kraft           | 4000                    | Offenhauser         | F     | Eddie Johnson |
| Clyde Dillon                     | Kurtis Kraft           | 4000                    | Offenhauser         | F     | Red Hamilton |
| Coast Grain                      | Lesovsky               |                         | Offenhauser         | F     | Bill Homeier |
| Commercial Motor Freight         | Ewing                  | D                       | Offenhauser         | F     | Allen Heath |
| Connaught Engineering            | Connaught              | A                       | Lea-Francis         | D     | Roy Salvadori Kenneth McAlpine Stirling Moss Principe Bira                                                                     |
| Cooper Car Company               | Cooper                 | T20 T23                 | Bristol Alta        | D     | Alan Brown Jean Behra Robert Manzon Carlos Menditeguy Pablo Birger Maurice Trintignant Stirling Moss Ken Wharton John Barber   |
| Cop-Sil-Loy/Rotary Engineering   | Stevens                |                         | Offenhauser         | F     | Andy Linden |
| Dean Van Lines                   | Kuzma                  | Indy Roadster           | Offenhauser         | F     | Bob Sweikert |
| Dora Greifzu                     | BMW                    | Greifzu                 | BMW                 | D     | Rudolf Karl Krause |
| Dr. R. N. Sabourin               | Del Roy                |                         | Offenhauser         | F     | Johnny Thomson |
| Dunn Engineering                 | Kurtis Kraft           | 500B                    | Offenhauser         | F     | Johnny Fedricks |
| Ecurie Belge                     | Connaught              | A                       | Lea-Francis         | E     | Johnny Claes André Pilette |
| Ecurie Ecosse                    | Cooper Connaught       | T20 A                   | Bristol Lea-Francis | D     | Jimmy Stewart Ian Stewart |
| Ecurie Espadon                   | Ferrari                | 166 500                 | Ferrari             | P     | Kurt Adolff Max de Terra Peter Hirt                                                                                            |
| Ecurie Francorchamps             | Ferrari                | 500                     | Ferrari             | E     | Charles de Tornaco Jacques Swaters                                                                                             |
| Ecurie Rosier                    | Ferrari                | 500                     | Ferrari             | D     | Louis Rosier |
| Elie Bayol                       | OSCA                   | 20                      | OSCA                | P     | Élie Bayol |
| Emmett Malloy                    | Pankratz               |                         | Offenhauser         | F     | Bill Cantrell |
| EMW Rennkollektiv                | EMW                    | R2                      | EMW                 | D     | Edgar Barth |
| Engle-Stanko                     | Kurtis Kraft           | 4000                    | Offenhauser         | F     | Pat O'Connor |
| Equipe Anglaise                  | Cooper                 | T23                     | Bristol             | D     | Alan Brown |
| Equipe Gordini                   | Gordini                | T15 T16                 | Gordini             | E     | Harry Schell Jean Behra Robert Manzon Carlos Menditeguy Pablo Birger Maurice Trintignant Roberto Mieres Fred Wacker            |
| Ernst Klodwig                    | BMW                    | Heck                    | BMW                 | D     | Ernst Klodwig |
| Erwin Bauer                      | Veritas                | RS                      | Veritas             | D     | Erwin Bauer |
| Fadely-Anderson/R.A. Cott        | Maserati               | 8CTF                    | Offenhauser         | F     | Spider Webb |
| Federal Engineering              | Kurtis Kraft           | 3000 4000               | Offenhauser         | F     | Paul Russo Gene Hartley |
| Fuel Injection/Howard Keck       | Kurtis Kraft           | 500A                    | Offenhauser         | F     | Bill Vukovich |
| George Leitenberger              | Silnes                 |                         | Offenhauser         | F     | George Fonder |
| Georges Berger                   | Simca Gordini          | T15                     | Gordini             | E     | Georges Berger |
| Grancor-Elgin Piston Pin         | Kurtis Kraft           | 500B                    | Offenhauser         | F     | Fred Agabashian |
| H.A. Chapman                     | Stevens                |                         | Offenhauser         | F     | Ernie McCoy |
| Hans Klenk                       | Veritas                | Meteor                  | Veritas             | D     | Hans Herrmann |
| Hans Stuck                       | AFM                    | 6                       | Bristol             | D     | Hans Stuck |
| Helin Flyer                      | Snowberger             |                         | Offenhauser         | F     | Jud Larson |
| Helmut Niedermayr                | AFM                    | 6                       | BMW                 | D     | Theo Fitzau |
| Hopkins/Motor Racers             | Lesovsky               |                         | Offenhauser         | F     | Henry Banks |
| HW Motors                        | HWM                    | 53                      | Alta                | D     | Lance Macklin Peter Collins Paul Frère Yves Giraud-Cabantous Duncan Hamilton Jack Fairman Albert Scherrer John Fitch           |
| J.C. Agajanian                   | Kuzma                  | Indy Roadster           | Offenhauser         | F     | Chuck Stevenson Tony Bettenhausen                                                                                              |
| Jack Hinkle                      | Kurtis Kraft           | 4000                    | Offenhauser         | F     | Jack McGrath |
| Jeanie-Lee/LeeGlessner           | Clemons                |                         | Offenhauser         | F     | Johnny Kay |
| Jim Robbins                      | Kurtis Kraft           | 1000                    | Offenhauser         | F     | Leroy Warriner |
| John Zink                        | Kurtis Kraft           | 4000                    | Offenhauser         | F     | Jerry Hoyt |
| Kalamazoo/Lee Elkins             | Turner                 |                         | Offenhauser         | F     | Mike Nazaruk |
| Karl-Günther Bechem              | AFM                    | 6                       | BMW                 | D     | Karl-Günther Bechem |
| Ken Wharton                      | Cooper                 | T23                     | Bristol             | D     | Ken Wharton |
| Lindsey Hopkins                  | Moore                  |                         | Offenhauser         | F     | Danny Oakes |
| Louis Chiron                     | OSCA                   | 20                      | OSCA                | P     | Louis Chiron |
| Lubri-Loy/3-L Racing Team        | Kurtis Kraft           | 3000                    | Offenhauser         | F     | Spider Webb |
| Ludson Morris                    | Kurtis Kraft           | 2000                    | Offenhauser         | F     | Eddie Sachs |
| M.A. Walker Electric             | Kurtis Kraft           | 4000                    | Offenhauser         | F     | Rodger Ward |
| McNamara/Lee Elkins              | Kurtis Kraft           | 2000                    | Offenhauser         | F     | Carl Scarborough |
| Mel-Rae/Mel Wiggers              | Kurtis Kraft           | 4000                    | Offenhauser         | F     | Frank Armi |
| Merkler Machine Works            | Kurtis Kraft           |                         | Offenhauser         | F     | Jackie Holmes |
| Merz Engineering                 | Kurtis Kraft           | 2000                    | Offenhauser         | F     | Bill Boyd |
| Miracle Power                    | Kurtis Kraft Lesovsky  | 4000                    | Offenhauser         | F     | Cal Niday Duane Carter |
| Novi Governor                    | Kurtis Kraft           |                         | Novi                | F     | Chet Miller Duke Nalon |
| Officine Alfieri Maserati        | Maserati               | A6GCM                   | Maserati            | P     | José Froilán González Óscar Gálvez Juan Manuel Fangio Felice Bonetto Onofre Marimon Johnny Claes Hermann Lang Sergio Mantovani |
| Oswald Karch                     | Veritas                | RS                      | Veritas             | D     | Oswald Karch |
| Parks Offenhauser/L.E. Parks     | Pawl                   |                         | Offenhauser         | F     | Buzz Barton |
| RJ Chase                         | Cooper                 | T23                     | Bristol             | D     | Alan Brown |
| Pat Clancy                       | Kurtis Kraft           | 500B                    | Offenhauser         | F     | Jimmy Davies |
| Peter Schmidt                    | Kurtis Kraft Kuzma     | 3000 Indy Roadster      | Offenhauser         | F     | Pat Flaherty Manny Ayulo |
| Pure Oil/Hart Fullerton          | Kurtis Kraft           | 4000                    | Offenhauser         | F     | Marshall Teague |
| Ray Brady                        | Kurtis Kraft           | 4000                    | Offenhauser         | F     | Art Cross |
| Ray Crawford                     | Kurtis Kraft           | 500B                    | Offenhauser         | F     | Bill Holland |
| Rodney Nuckey                    | Cooper                 | T23                     | Bristol             | D     | Rodney Nuckey |
| RRC Walker Racing Team           | Connaught              | A                       | Lea-Francis         | D     | Tony Rolt |
| Roy Neuman                       | Maserati               | 8CTF                    | Maserati            | F     | Roy Neuman |
| Sarafoff                         | Kurtis Kraft           | 2000                    | Offenhauser         | F     | Duke Dinsmore |
| Scuderia Ferrari                 | Ferrari                | 500 553                 | Ferrari             | P     | Nino Farina Alberto Ascari Mike Hawthorn Luigi Villoresi Piero Carini Umberto Maglioli                                         |
| Scuderia Milano                  | Maserati               | A6GCM                   | Maserati            | P     | Principe Bira Chico Landi |
| Sid Street Motors                | Pankratz               |                         | Offenhauser         | F     | Potsy Goacher |
| Slick Racers                     | Kurtis Kraft Deidt     | 3000 Tuffanelli Derrico | Offenhauser         | F     | Bill Holland Pat O'Connor |
| Springfield Welding/Paoli        | Kurtis Kraft           | 4000                    | Offenhauser         | F     | Art Cross |
| Storey-Ricketts                  | Kurtis Kraft           | 4000                    | Offenhauser         | F     | Cal Niday |
| Sumar/Chapman Root               | Kurtis Kraft           | 4000                    | Offenhauser         | F     | Jimmy Daywalt |
| Theo Helfrich                    | Veritas                | RS                      | Veritas             | D     | Theo Helfrich |
| Tony Crook                       | Cooper                 | T20                     | Bristol             | D     | Tony Crook |
| Travelon Trailer / Ernest Ruiz   | Kurtis Kraft           | 500B                    | Offenhauser         | F     | Jim Rathmann |
| Traylor Engineering              | Kurtis Kraft           | 2000                    | Offenhauser         | F     | Al Herman |
| Voelker                          | Voelker                |                         | Voelker             | F     | Hal Robson |
| Wayne                            | Johnston               |                         | Wayne               | F     | Jorge Daponte |
| William Burns                    | Kurtis Kraft           | 2000                    | Offenhauser         | F     | Johnny Roberts |
| Willi Heeks                      | Veritas                | Meteor                  | Veritas             | D     | Willi Heeks |
| Wolfgang Seidel                  | Veritas                | RS                      | Veritas             | D     | Wolfgang Seidel |
| Wynn's Friction Proofing / Walsh | Moore                  |                         | Offenhauser         | F     | Jim Rathmann |

## Risultati

### Gare mondiali
| N° | Gara                         | Circuito          | Pole position      | Giro veloce                          | Pilota vincitore   | Scuderia vincitrice      | Resoconto |
| -- | ---------------------------- | ----------------- | ------------------ | ------------------------------------ | ------------------ | ------------------------ | --------- |
| 1  | Gran Premio d'Argentina      | Buenos Aires      | Alberto Ascari     | Alberto Ascari                       | Alberto Ascari     | Ferrari                  | Resoconto |
| 2  | 500 Miglia di Indianapolis   | Indianapolis      | Bill Vukovich      | Bill Vukovich                        | Bill Vukovich      | Kurtis Kraft-Offenhauser | Resoconto |
| 3  | Gran Premio d'Olanda         | Zandvoort         | Alberto Ascari     | Gigi Villoresi                       | Alberto Ascari     | Ferrari                  | Resoconto |
| 4  | Gran Premio del Belgio       | Spa-Francorchamps | Juan Manuel Fangio | José Froilán González                | Alberto Ascari     | Ferrari                  | Resoconto |
| 5  | Gran Premio di Francia       | Reims             | Alberto Ascari     | Juan Manuel Fangio                   | Mike Hawthorn      | Ferrari                  | Resoconto |
| 6  | Gran Premio di Gran Bretagna | Silverstone       | Alberto Ascari     | Alberto Ascari José Froilán González | Alberto Ascari     | Ferrari                  | Resoconto |
| 7  | Gran Premio di Germania      | Nürburgring       | Alberto Ascari     | Alberto Ascari                       | Nino Farina        | Ferrari                  | Resoconto |
| 8  | Gran Premio di Svizzera      | Bremgarten        | Juan Manuel Fangio | Alberto Ascari                       | Alberto Ascari     | Ferrari                  | Resoconto |
| 9  | Gran Premio d'Italia         | Monza             | Alberto Ascari     | Juan Manuel Fangio                   | Juan Manuel Fangio | Maserati                 | Resoconto |

## Riassunto della stagione

### Gran Premio d'Argentina
Buenos Aires - 18 gennaio 1953 - I Gran Premio de la Republica Argentina
Il Campionato del Mondo 1953 si corre ancora con le Formula 2.
Dopo un anno di dominio Ferrari si spera nella nuova Maserati A6CGM e nel ritorno di Fangio proprio con la scuderia italiana.
Proprio nel Gran Premio d'Argentina la Maserati porta quattro vetture per Fangio, Gonzalez, Bonetto e Galvez.
La Ferrari risponde alla sfida con altrettante vetture, affidate al campione del Mondo Ascari, a Villoresi, Farina e al nuovo acquisto Hawthorn.
Iscritte anche quattro Gordini per Behra, Trintignant, Manzon e il locale Menditeguy.
Ascari segna il miglior tempo e parte in prima fila davanti a Fangio e i compagni di scuderia Villoresi e Farina.
L'inizio della gara è previsto alle 16 ma l'autodromo è già gremito molto tempo prima.
I cancelli vengono chiusi ma una massa incredibile di gente preme disperatamente per entrare.
Messo al corrente della situazione il presidente Peron dice "I miei ragazzi fateli entrare…".
Una marea di pubblico si sparge ovunque, e si corre tra due siepi umane.
Ascari scatta in testa mentre la folla avanza sempre più verso la pista, togliendo visibilità.
Una ruota si stacca dalla Cooper di Schwelm e vola in mezzo alla folla ferendo varie persone.
Poco dopo un bambino attraversa la strada mentre sopraggiunge la Ferrari di Farina, il pilota sterza e finisce in mezzo al pubblico facendo più di dieci morti.
Un'autoambulanza che procede in senso contrario alla gara sbanda e uccide altre due persone. Vince Ascari alla settima vittoria consecutiva. Fangio si ritira per rottura di un giunto.

### 500 Miglia di Indianapolis
Indianapolis Motor Speedway - 30 maggio 1953 - XXXVII Indianapolis International Motor Sweepstakes

#### Ordine d'arrivo
1. Bill Vukovich (Kurtis Kraft-Offenhauser)
2. Art Cross (Kurtis Kraft-Offenhauser)
3. Sam Hanks e Duane Carter (Kurtis Kraft-Offenhauser)
4. Fred Agabashian e Paul Russo (Kurtis Kraft-Offenhauser)
5. Jack McGrath (Kurtis Kraft-Offenhauser)

### Gran Premio d'Olanda
Zandvoort - 7 giugno 1953 - IV Grote Prijs van Nederland
A cinque mesi dall'apertura in Argentina ed una settimana dopo la 500 Miglia di Indianapolis il campionato del Mondo torna sulla pista di Zandvoort nei Paesi Bassi. La Ferrari si presenta con quattro vetture per Ascari, Villoresi, Farina e Hawthorn. La Maserati con tre per Fangio, Gonzalez e Bonetto più la privata per De Graffenried. Gordini presenta Trintignant, Schell e Mieres l'inglese Connaught schiera Moss, Salvadori e McAlpine più la privata di Johnny Claes. Anche questa gara non ha storia. Alberto Ascari parte in testa e arriva in testa mai insidiato da nessuno. Farina è secondo, terza la Maserati di Gonzalez-Bonetto che proprio nel finale con l'argentino alla guida passa la Ferrari di Hawthorn. Ascari è già in testa alla classifica iridata con un nettissimo margine dieci punti su Villoresi e undici su Gonzalez, Hawthorn e Farina.

### Gran Premio del Belgio
Spa-Francorchamps - 21 giugno 1953 - XV Grote Prijs van Belgie
Dopo due settimane dal Gran Premio di Zandvoort la Formula 1 si ritrova sul circuito di Spa per il Gran Premio del Belgio.
Per questo GP del Belgio Johnny Claes si presenta con la Maserati ufficiale insieme a Fangio, Gonzalez e Marimon.
La Ferrari si presenta Con Ascari, Villoresi, Farina e Hawthorn mentre la Gordini schiera Behra, Trintignant e Schell.
Il pilota di casa Paul Frere si schiera con HWM e sarà per questa gara compagno degli inglesi Collins e Macklin.
Chiudono lo schieramento piloti privati fra cui spiccha lo svizzero De Graffenried su Maserati.
A sorpresa la pole va a Manuel Fangio davanti ad Ascari con l'altra Maserati di Gonzalez a chiudere la prima fila.
Le Ferrari di Villoresi e Farina occupano la seconda.
I due argentini della Maserati scattano in testa con Fangio poi Gonzalez lo supera. Ascari segue in terza posizione.
Ma all'undicesimo giro si rompe l'acceleratore sulla Maserati di Gonzalez.
Fangio va in testa con un vantaggio che sembra incolmabile. Ma le Maserati sono veloci ma fragili si ritira anche quella di Fangio.
La Maserati allora ferma il belga Claes; Fangio sale sulla vettura e rimonta su Ascari ma nel corso del 35º giro a causa
di una macchia d'olio alla curva Stavelot l'argentino perde il controllo ed esce di strada.
Ascari vince ancora, secondo è Villoresi terzo Marimon l'allievo di Fangio alla sua seconda esperienza in gare iridate.

### Gran Premio di Francia
Reims - 5 luglio 1953 - XL Grand Prix de l'A.C.F.
La rivalità fra Ferrari e Maserati esplode nell'estate del 1953 nel Gran Premio di Francia sul circuito di Reims.
Con una bellissima gara risolta soltanto nel finale.
Le otto vetture (quattro per Team) occupano i primi otto posti in griglia con Ascari davanti a tutti.
In una prima fila con la prima Maserati di Bonetto e la Ferrari di Villoresi, Fangio e Gonzalez sono in seconda fila
Farina, Hawthorn e Marimon in terza le prime vetture non ufficiali sono La Maserati di De Graffenried e la Ferrari di Rosier in quarta fila.
Gonzalez partito con il serbatoio mezzo vuoto fa la lepre nella prima parte di gara.
Dietro le tre Ferrari di Ascari, Farina, Hawthorn e la Maserati di Fangio si scambiano continuamente le posizioni in un susseguirsi di sorpassi e controsorpassi.
Ripreso Gonzalez i cinque continuano a scambiarsi le posizioni.
Fino a che Hawthorn rompe gli indugi e sembra allungare seguito da Fangio.
La gara si deciderà all'ultima curva dove l'inglese avrà ragione di Fangio; Gonzalez arriva ad un solo secondo, Ascari a quattro.
È la prima vittoria di Hawthorn in Gran Premio iridato ed era dal 1923 che un inglese non vinceva in Francia.

### Gran Premio di Gran Bretagna
Silverstone - 18 luglio 1953 - VI R.A.C. British Grand Prix
Dopo la bellissima gara di Reims c'è tanta attesa per questo Gran Premio d'Inghilterra.
Attesa ancora maggiore visto che in Francia ha vinto L'inglese Hawthorn.
Alla gara partecipa anche Jimmy Stewart, fratello di 8 anni maggiore di Jackie che sarà in futuro campione del mondo per tre volte.
Jimmy non ha molta fortuna e si ritira per un'uscita di strada a soli 10 giri dal termine.
L'incertezza non durò neanche un giro dopo una buona partenza prima della fine del primo giro Fangio fu infilato da Ascari.
Il pilota della Ferrari balza in testa e ci rimarrà fino alla fine davanti a Fangio.
Dietro Hawthorn perde la terza posizione per un testacoda, Gonzalez appena conquistata la terza piazza deve rallentare
per un problema meccanico così che alla fine sarà il vecchio Farina a prendere l'ultimo posto sul podio.

### Gran Premio di Germania
Nürburgring - 2 agosto 1953 - XVI Großer Preis von Deutschland
Ferrari e Maserati si danno adesso appuntamento sul Nurburgring con i soliti quattro piloti per parte.
Ascari, Farina, Hawthorn e Villoresi da una parte; Fangio, Marimon, Bonetto e De Graffenried dall'altra.
Quest'ultimo per questa gara prende il posto di Gonzalez feritosi in una gara sport a Lisbona.
Il resto sembrano essere solo numeri con tre Gordini e una vasta serie di vetture di Formula 2 ad arricchire lo schieramento.
In prova Ascari è l'unico a scendere sotto i dieci minuti.
In prima fila accanto a lui Fangio su Maserati e i compagni di squadra Farina ed Hawthorn.
In seconda fila La Maserati di Bonetto la Ferrari di Hawthorn e la Gordini di Trintignant.
Alla partenza Fangio prende la testa seguito da Ascari ma già alla fine del primo giro l'italiano ha preso il comando.
Dietro Ascari, Fangio ed Hawthorn lottavano fra loro a suon di sorpassi.
Al quinto giro Ascari passa davanti al box su tre ruote.
"Solo la sua grande abilità - scrisse Fangio - valse ad evitare una catastrofe. Seppe rimanere in equilibrio evitando un quasi certo capottamento"
Passa in testa Hawthorn davanti a Fangio ma dietro rinviene forte Farina che all'ottavo giro passa in testa.
Ascari salito poi sulla vettura di Villoresi dà vita ad un inseguimento che lo porta a migliorare per tre volte il giro più veloce.
Ma poi deve ritirarsi con il motore della sua Ferrari 500 in fumo.
Farina va a vincere davanti a Fangio, Hawthorn e Bonetto.
L'italiano dedica la vittoria ad un grande uomo ammalato che ha solo nove giorni di vita: Tazio Nuvolari.

### Gran Premio di Svizzera
Bremgarten - 23 agosto 1953 - XIII Großer Preis der Schweiz
La lotta fra Ferrari e Maserati si trasferisce sul circuito svizzero di Berna.
Fangio fa la pole davanti alle Ferrari di Ascari e Farina. In seconda fila la Gordini di
Trintignant si inserisce nella lotta fra le due scuderie con il quarto tempo davanti a Marimon.
Con Froilan Gonzalez ancora out la Maserati per questa gara affida una vettura ufficiale al tedesco Lang.
Fangio parte bene ma subito fora una gomma ed Ascari vola in testa davanti al compagno di team Farina.
Al 47º giro il campione del mondo si ferma ai box per noie all'accensione, quando riparte è terzo dietro a Farina e Hawthorn.
Mancano una ventina di giri alla fine e al box Ferrari viene esposta la bandiera gialla/Azzurra che significa di mantenere le posizioni.
Farina crede di avere la gara in pugno, Hawthron si accontenta del secondo posto.
Ascari invece è lanciatissimo e dopo qualche giro li supera entrambi e va a vincere.
Ascari e così Campione del Mondo per la seconda volta consecutiva.

### Gran Premio d'Italia
Monza - 13 settembre 1953 - XXIV Gran Premio d'Italia
Nonostante Ascari sia già campione del mondo la sfida fra Ferrari e Maserati continua più che mai nel GP di casa.
Nel Gran Premio di Monza la Ferrari si schiera con ben sei vetture oltre alle solite per Ascari, Hawthorn, Farina e Villoresi
ci sono anche due Ferrari 553 per Carini e Maglioli.
La Maserati perdurando l'infortunio a Gonzalez schiera oltre a Fangio, Marimon, Bonetto e De Graffenried anche una vettura per le giovani speranze Mantovani e Musso.
Dopo le prove davanti a tutti la Ferrari di Ascari, con la Maserati di Fangio e la Ferrari di Farina in prima fila.
Seconda per la Maserati di Marimon, e le Ferrari di Hawthorn e Villoresi. Terza per le altre due Maserati di De Graffenried e Bonetto con la solita Gordini di Trintignant.
La corsa offre uno spettacolo unico, i tre campioni del Mondo Ascari, Fangio e Farina si involano in testa e si scambiano continuamente le posizioni.
Farina passa davanti a tutti per nove volte, Fangio per dodici, Ascari per ben 59 volte.
La gara come era logico si decide in volata all'ultima curva dell'ultimo giro.
Ascari l'affronta per primo a velocità troppo sostenuta, la macchina perde aderenza e va in testacoda, il doppiato Marimon gli piomba addosso.
Farina che si trova all'esterno si butta coraggiosamente fuori pista per non finire nel mucchio.
Fangio trova un improbabile pertugio fra le vetture incidentate e va a vincere davanti a Farina ed Hawthorn.
Per la Maserati è la prima vittoria iridata, Fangio torna a vincere dopo due anni e sembra annunciare a tutti che il 1954 lo vedrà tornare ai vertici.

## Gare non valevoli per il Campionato Mondiale
| Nome                                   | Circuito            | Data         | Vincitore            | Costruttore           | Resoconto |
| -------------------------------------- | ------------------- | ------------ | -------------------- | --------------------- | --------- |
| VII Gran Premio Ciudad de Buenos Aires | Buenos Aires        | 1 febbraio   | Nino Farina          | Ferrari               | Resoconto |
| III Gran Premio di Siracusa            | Siracusa            | 22 marzo     | Toulo de Graffenried | Maserati              | Resoconto |
| XIV Grand Prix de Pau                  | Pau                 | 6 aprile     | Alberto Ascari       | Ferrari               | Resoconto |
| V Lavant Cup                           | Goodwood            | 6 aprile     | Toulo de Graffenried | Maserati              | Resoconto |
| II Aston Martin Owners Club F2 Race    | Snetterton          | 18 aprile    | Eric Thompson        | Connaught-Lea Francis | Resoconto |
| II Grand Prix de Bordeaux              | Bordeaux            | 3 maggio     | Alberto Ascari       | Ferrari               | Resoconto |
| V BRDC International Trophy            | Silverstone         | 9 maggio     | Mike Hawthorn        | Ferrari               | Resoconto |
| XV Eläintarhanajot                     | Eläintarharata      | 10 maggio    | Rodney Nuckey        | Cooper-Bristol        | Resoconto |
| VI Gran Premio di Napoli               | Posillipo           | 10 maggio    | Nino Farina          | Ferrari               | Resoconto |
| VII Ulster Trophy                      | Dundrod             | 16 maggio    | Mike Hawthorn        | Ferrari               | Resoconto |
| I Winfield JC Formula 2 Race           | Charterhall         | 23 maggio    | Ken Wharton          | Cooper-Climax         | Resoconto |
| III Coronation Trophy                  | Crystal Palace      | 23 maggio    | Tony Rolt            | Connaught-Lea Francis | Resoconto |
| XXIII Grand Prix des Frontières        | Chimay              | 24 maggio    | Maurice Trintignant  | Gordini               | Resoconto |
| I Snetterton Coronation Trophy         | Snetterton          | 30 maggio    | Tony Rolt            | Connaught-Lea Francis | Resoconto |
| XVII Internationales ADAC Eifelrennen  | Nürburgring         | 31 maggio    | Toulo de Graffenried | Maserati              | Resoconto |
| XV Grand Prix de l'Albigeois           | Albi                | 31 maggio    | Louis Rosier         | Ferrari               | Resoconto |
| I Coupe de Printemps                   | Montlhéry           | 31 maggio    | Marcel Balsa         | BMW                   | Resoconto |
| II West Essex CC Race                  | Snetterton          | 27 giugno    | Kenneth McAlpine     | Connaught-Lea Francis | Resoconto |
| I Midlands MECC Race                   | Silverstone         | 27 giugno    | Tony Crook           | Cooper-Alta           | Resoconto |
| III Grand Prix de Rouen-les-Essarts    | Rouen-les-Essarts   | 28 giugno    | Nino Farina          | Ferrari               | Resoconto |
| I Crystal Palace Trophy                | Crystal Palace      | 11 luglio    | Tony Rolt            | Connaught-Lea Francis | Resoconto |
| IX Internationales Avusrennen          | AVUS                | 12 luglio    | Jacques Swaters      | Ferrari               | Resoconto |
| II United States Air Force Trophy      | Snetterton          | 25 luglio    | Tony Rolt            | Connaught-Lea Francis | Resoconto |
| V Circuit du Lac                       | Aix-les-Bains       | 26 luglio    | Élie Bayol           | OSCA                  | Resoconto |
| I Bristol MC & LCC Race                | Thruxton            | 3 agosto     | Tony Rolt            | Connaught-Lea Francis | Resoconto |
| I Mid-Cheshire MC Race                 | Oulton Park         | 8 agosto     | Tony Rolt            | Connaught-Lea Francis | Resoconto |
| III Grand Prix de Sables d'Olonne      | Les Sables-d'Olonne | 9 agosto     | Louis Rosier         | Ferrari               | Resoconto |
| II Newcastle Journal Trophy            | Charterhall         | 15 agosto    | Ken Wharton          | Cooper-Bristol        | Resoconto |
| V Circuit de Cadours                   | Cadours             | 30 agosto    | Maurice Trintignant  | Gordini               | Resoconto |
| I RedeX Trophy                         | Snetterton          | 12 settembre | Eric Thompson        | Connaught-Lea Francis | Resoconto |
| III Skarpnäcksloppet                   | Skarpnäck           | 13 settembre | Erik Lundgren        | Ford                  | Resoconto |
| I London Trophy                        | Crystal Palace      | 19 settembre | Stirling Moss        | Cooper-Alta           | Resoconto |
| IV Gran Premio di Modena               | Modena              | 20 settembre | Juan Manuel Fangio   | Maserati              | Resoconto |
| VI Madgwick Cup                        | Goodwood            | 26 settembre | Roy Salvadori        | Connaught-Lea Francis | Resoconto |
| II Joe Fry Memorial Trophy             | Castle Combe        | 3 ottobre    | Bob Gerard           | Cooper-Bristol        | Resoconto |
| I Curtis Trophy                        | Snetterton          | 17 ottobre   | Bob Gerard           | Cooper-Bristol        | Resoconto |

### Gare nella Repubblica Democratica Tedesca
| Nome                                    | Circuito             | Data         | Vincitore          | Costruttore | Resoconto |
| --------------------------------------- | -------------------- | ------------ | ------------------ | ----------- | --------- |
| I Strassen-Rennen Karl-Marx-Stadt       | Karl-Marx-Stadt      | 3 maggio     | Rudolf Karl Krause | BMW-Reif    | Resoconto |
| I Paul Greifzu Gedachtnisrennen         | Dessau               | 7 giugno     | Edgar Barth        | EMW         | Resoconto |
| IV Strassen-rennen Halle-Saale-Schleife | Halle-Saale-Schleife | 5 luglio     | Edgar Barth        | EMW         | Resoconto |
| I Dresden Autobahn-spinne               | Dresden-Hellerau     | 26 luglio    | Edgar Barth        | EMW         | Resoconto |
| V Sachsenringrennen                     | Sachsenring          | 6 settembre  | Edgar Barth        | EMW-BMW     | Resoconto |
| II Bernau Autobahnschleife              | Bernau               | 27 settembre | Artur Rosenhammer  | EMW         | Resoconto |

     Evento non valido per il Campionato della Repubblica Democratica Tedesca

### Campionato della Repubblica Democratica Tedesca
La tabella mostra i punti assegnati per ogni gara. Solo i piloti della Germania Est potevano guadagnare punti validi per il campionato.
| Pos. | Pilota          | Costruttore       | Vettura                | KAR | DES | HAL | DRE | SAC | Punti |
| ---- | --------------- | ----------------- | ---------------------- | --- | --- | --- | --- | --- | ----- |
| 1    | Edgar Barth     | EMW Rennkollektiv | EMW 52/53-BMW 328      |     | 6   | 6   | 6   | 6   | 24    |
| 2    | Rudolf Krause   | Greifzu-Sühl      | Greifzu-BMW 328        | 6   | 4   | 4   |     | 4   | 18    |
| 3    | Karl Weber      | BSG Motor         | Werkmeister-BMW 328    | 4   | 3   |     |     | 2   | 9     |
| 4    | Ernst Klodwig   | BSG Motor         | Lodwig-Heck-BMW 328    |     |     | 2   |     | 3   | 5     |
| 5    | Kurt Straubel   | BSG Motor         | Eigenbau-BMW 328       |     |     |     | 4   |     | 4     |
| 6    | Paul Thiel      | EMW Rennkollektiv | EMW 52/53-BMW 328      |     |     | 3   |     |     | 3     |
| =    | Heinz Melkus    | BSGN Sedlitz      | ARO-Veritas-Alfa Romeo | 3   |     |     |     |     | 3     |
| 8    | Bobby Kohlrauch | Greifzu-Sühl      | Greifzu-BMW 328        |     | 2   |     |     |     | 2     |

## Classifica
Il sistema di punteggio prevedeva l'attribuzione ai primi cinque classificati rispettivamente di 8, 6, 4, 3 e 2 punti. I punti venivano divisi equamente tra i piloti alla guida di una vettura condivisa; in questi casi il piazzamento a punti è indicato con il simbolo ‡ in tabella. Un punto aggiuntivo veniva assegnato al detentore del giro più veloce; questo punto veniva spartito tra i piloti detentori del medesimo giro veloce. Per la classifica finale valevano i migliori quattro risultati; nella colonna Punti sono indicati i punti effettivamente validi per il campionato, tra parentesi i punti totali conquistati.

### Classifica piloti
| Pos. | Pilota                |     |     |     |     |     |     |     |     |     | Punti       |
| ---- | --------------------- | --- | --- | --- | --- | --- | --- | --- | --- | --- | ----------- |
| 1    | Alberto Ascari        | 1   |     | 1   | 1   | 4   | 1   | 8   | 1   | Rit | 34,5 (46,5) |
| 2    | Juan Manuel Fangio    | Rit |     | Rit | Rit | 2   | 2   | 2   | 4‡  | 1   | 28 (29,5)   |
| 3    | Nino Farina           | Rit |     | 2   | Rit | 5   | 3   | 1   | 2   | 2   | 26 (32)     |
| 4    | Mike Hawthorn         | 4   |     | 4   | 6   | 1   | 5   | 3   | 3   | 4   | 19 (27)     |
| 5    | Luigi Villoresi       | 2   |     | Rit | 2   | 6   | Rit | 8   | 6   | 3   | 17          |
| 6    | José Froilán González | 3   |     | 3‡  | Rit | 3   | 4   |     |     |     | 13,5 (14,5) |
| 7    | Bill Vukovich         |     | 1   |     |     |     |     |     |     |     | 9           |
| 8    | Toulo de Graffenried  |     |     | 5   | 4   | 7   | Rit | 5   | Rit | Rit | 7           |
| 9    | Felice Bonetto        | Rit |     | 3‡  |     | Rit | 6   | 4   | 4‡  | Rit | 6,5         |
| 10   | Art Cross             |     | 2   |     |     |     |     |     |     |     | 6           |
| 11   | Onofre Marimón        |     |     |     | 3   | 9   | Rit | Rit | Rit | Rit | 4           |
| =    | Maurice Trintignant   | 7   |     | 6   | 5   | Rit | Rit | Rit | Rit | 5   | 4           |
| 13   | Duane Carter          |     | 3‡  |     |     |     |     |     |     |     | 2           |
| =    | Sam Hanks             |     | 3‡  |     |     |     |     |     |     |     | 2           |
| =    | Óscar Gálvez          | 5   |     |     |     |     |     |     |     |     | 2           |
| =    | Jack McGrath          |     | 5   |     |     |     |     |     |     |     | 2           |
| =    | Hermann Lang          |     |     |     |     |     |     |     | 5   |     | 2           |
| 18   | Fred Agabashian       |     | 4‡  |     |     |     |     |     |     |     | 1,5         |
| =    | Paul Russo            |     | 4‡  |     |     |     |     |     |     |     | 1,5         |
| –    | Stirling Moss         |     |     | 9   |     | Rit |     | 6   |     | 13  | 0           |
| –    | Jean Behra            | 6   |     |     | Rit | 10  | Rit | Rit | Rit |     | 0           |
| –    | Roberto Mieres        |     |     | NC  |     | Rit |     |     |     | 6   | 0           |
| –    | Jimmy Daywalt         |     | 6   |     |     |     |     |     |     |     | 0           |
| –    | Harry Schell          | 7   |     | Rit | 7   | Rit | Rit | Rit |     | 9   | 0           |
| –    | Louis Rosier          |     |     | 7   | 8   | 8   | 10  | 10  | Rit | 16  | 0           |
| –    | Ken Wharton           |     |     | Rit |     | Rit | 8   |     | 7   | NC  | 0           |
| –    | Prince Bira           |     |     |     |     | Rit | 7   | Rit |     | 11  | 0           |
| –    | Jacques Swaters       |     |     |     |     |     |     | 7   | Rit |     | 0           |
| –    | Jim Rathmann          |     | 7   |     |     |     |     |     |     |     | 0           |
| –    | Eddie Johnson         |     | 7   |     |     |     |     |     |     |     | 0           |
| –    | Sergio Mantovani      |     |     |     |     |     |     |     |     | 7   | 0           |
| –    | Luigi Musso           |     |     |     |     |     |     |     |     | 7   | 0           |
| –    | Peter Collins         |     |     | 8   | Rit | 13  | Rit |     |     |     | 0           |
| –    | John Barber           | 8   |     |     |     |     |     |     |     |     | 0           |
| –    | Ernie McCoy           |     | 8   |     |     |     |     |     |     |     | 0           |
| –    | Max de Terra          |     |     |     |     |     |     |     | 8   |     | 0           |
| –    | Umberto Maglioli      |     |     |     |     |     |     |     |     | 8   | 0           |
| –    | Alan Brown            | 9   |     |     |     |     | Rit | Rit |     | 12  | 0           |
| –    | Tony Bettenhausen     |     | 9   |     |     |     |     |     |     |     | 0           |
| –    | Chuck Stevenson       |     | 9   |     |     |     |     |     |     |     | 0           |
| –    | Gene Hartley          |     | 9   |     |     |     |     |     |     |     | 0           |
| –    | Fred Wacker           |     |     |     | 9   |     |     |     |     |     | 0           |
| –    | Peter Whitehead       |     |     |     |     |     | 9   |     |     |     | 0           |
| –    | Hans Herrmann         |     |     |     |     |     |     | 9   |     |     | 0           |
| –    | Albert Scherrer       |     |     |     |     |     |     |     | 9   |     | 0           |
| –    | Louis Chiron          |     |     |     |     | 15  |     |     |     | 10  | 0           |
| –    | Paul Frère            |     |     |     | 10  |     |     |     | Rit |     | 0           |
| –    | Jimmy Davies          |     | 10  |     |     |     |     |     |     |     | 0           |
| –    | Bob Gerard            |     |     |     |     | 11  | Rit |     |     |     | 0           |
| –    | Duke Nalon            |     | 11  |     |     |     |     |     |     |     | 0           |
| –    | André Pilette         |     |     |     | 11  |     |     |     |     |     | 0           |
| –    | Rodney Nuckey         |     |     |     |     |     |     | 11  |     |     | 0           |
| –    | Johnny Claes          |     |     | NC  | Rit | 12  |     | Rit |     | Rit | 0           |
| –    | Carl Scarborough      |     | 12  |     |     |     |     |     |     |     | 0           |
| –    | Bob Scott             |     | 12  |     |     |     |     |     |     |     | 0           |
| –    | Theo Helfrich         |     |     |     |     |     |     | 12  |     |     | 0           |
| –    | Ken McAlpine          |     |     | Rit |     |     | Rit | 13  |     | NC  | 0           |
| –    | Manny Ayulo           |     | 13  |     |     |     |     |     |     |     | 0           |
| –    | Yves Giraud-Cabantous |     |     |     |     | 14  |     |     |     | 15  | 0           |
| –    | Hans Stuck            |     |     |     |     |     |     | Rit |     | 14  | 0           |
| –    | Jimmy Bryan           |     | 14  |     |     |     |     |     |     |     | 0           |
| –    | Rudolf Karl Krause    |     |     |     |     |     |     | 14  |     |     | 0           |
| –    | Bill Holland          |     | 15  |     |     |     |     |     |     |     | 0           |
| –    | Ernst Klodwig         |     |     |     |     |     |     | 15  |     |     | 0           |
| –    | Rodger Ward           |     | 16  |     |     |     |     |     |     |     | 0           |
| –    | Andy Linden           |     | 16  |     |     |     |     |     |     |     | 0           |
| –    | Duke Dinsmore         |     | 16  |     |     |     |     |     |     |     | 0           |
| –    | Wolfgang Seidel       |     |     |     |     |     |     | 16  |     |     | 0           |
| –    | Walt Faulkner         |     | 17  |     |     |     |     |     |     |     | 0           |
| –    | Johnny Mantz          |     | 17  |     |     |     |     |     |     |     | 0           |
| –    | Jack Fairman          |     |     |     |     |     | Rit |     |     | NC  | 0           |
| –    | Lance Macklin         |     |     | Rit | Rit | Rit | Rit |     | Rit | Rit | 0           |
| –    | Roy Salvadori         |     |     | Rit |     | Rit | Rit | Rit |     | Rit | 0           |
| –    | Elie Bayol            |     |     |     |     | Rit |     |     |     | Rit | 0           |
| –    | Chico Landi           |     |     |     |     |     |     |     | Rit | Rit | 0           |
| –    | Robert Manzon         | Rit |     |     |     |     |     |     |     |     | 0           |
| –    | Carlos Menditeguy     | Rit |     |     |     |     |     |     |     |     | 0           |
| –    | Pablo Birger          | Rit |     |     |     |     |     |     |     |     | 0           |
| –    | Adolfo Schwelm Cruz   | Rit |     |     |     |     |     |     |     |     | 0           |
| –    | Marshall Teague       |     | Rit |     |     |     |     |     |     |     | 0           |
| –    | Travis Webb           |     | Rit |     |     |     |     |     |     |     | 0           |
| –    | Jackie Holmes         |     | Rit |     |     |     |     |     |     |     | 0           |
| –    | Bob Sweikert          |     | Rit |     |     |     |     |     |     |     | 0           |
| –    | Mike Nazaruk          |     | Rit |     |     |     |     |     |     |     | 0           |
| –    | Pat Flaherty          |     | Rit |     |     |     |     |     |     |     | 0           |
| –    | Jerry Hoyt            |     | Rit |     |     |     |     |     |     |     | 0           |
| –    | Johnnie Parsons       |     | Rit |     |     |     |     |     |     |     | 0           |
| –    | Don Freeland          |     | Rit |     |     |     |     |     |     |     | 0           |
| –    | Cal Niday             |     | Rit |     |     |     |     |     |     |     | 0           |
| –    | Johnny Thomson        |     | Rit |     |     |     |     |     |     |     | 0           |
| –    | Georges Berger        |     |     |     | Rit |     |     |     |     |     | 0           |
| –    | Arthur Legat          |     |     |     | Rit |     |     |     |     |     | 0           |
| –    | Jimmy Stewart         |     |     |     |     |     | Rit |     |     |     | 0           |
| –    | Tony Rolt             |     |     |     |     |     | Rit |     |     |     | 0           |
| –    | Ian Stewart           |     |     |     |     |     | Rit |     |     |     | 0           |
| –    | Duncan Hamilton       |     |     |     |     |     | Rit |     |     |     | 0           |
| –    | Tony Crook            |     |     |     |     |     | Rit |     |     |     | 0           |
| –    | Edgar Barth           |     |     |     |     |     |     | Rit |     |     | 0           |
| –    | Oswald Karch          |     |     |     |     |     |     | Rit |     |     | 0           |
| –    | Willi Heeks           |     |     |     |     |     |     | Rit |     |     | 0           |
| –    | Theo Fitzau           |     |     |     |     |     |     | Rit |     |     | 0           |
| –    | Kurt Adolff           |     |     |     |     |     |     | Rit |     |     | 0           |
| –    | Karl-Günther Bechem   |     |     |     |     |     |     | Rit |     |     | 0           |
| –    | Erwin Bauer           |     |     |     |     |     |     | Rit |     |     | 0           |
| –    | Ernst Loof            |     |     |     |     |     |     | Rit |     |     | 0           |
| –    | Peter Hirt            |     |     |     |     |     |     |     | Rit |     | 0           |
| –    | Piero Carini          |     |     |     |     |     |     |     |     | Rit | 0           |
| –    | John Fitch            |     |     |     |     |     |     |     |     | Rit | 0           |
| –    | Henry Banks           |     | NQ  |     |     |     |     |     |     |     | 0           |
| –    | Chet Miller           |     | NQ† |     |     |     |     |     |     |     | 0           |
| –    | Joe Sostilio          |     | NQ  |     |     |     |     |     |     |     | 0           |
| –    | Cliff Griffith        |     | NQ  |     |     |     |     |     |     |     | 0           |
| –    | George Connor         |     | NQ  |     |     |     |     |     |     |     | 0           |
| –    | Pat O'Connor          |     | NQ  |     |     |     |     |     |     |     | 0           |
| –    | Len Duncan            |     | NQ  |     |     |     |     |     |     |     | 0           |
| –    | Eddie Sachs           |     | NQ  |     |     |     |     |     |     |     | 0           |
| –    | Buzz Barton           |     | NQ  |     |     |     |     |     |     |     | 0           |
| –    | Potsy Goacher         |     | NQ  |     |     |     |     |     |     |     | 0           |
| –    | Bill Taylor           |     | NQ  |     |     |     |     |     |     |     | 0           |
| –    | Bill Cantrell         |     | NQ  |     |     |     |     |     |     |     | 0           |
| –    | Roy Newman            |     | NQ  |     |     |     |     |     |     |     | 0           |
| –    | Leroy Warriner        |     | NQ  |     |     |     |     |     |     |     | 0           |
| –    | Johnny Fedricks       |     | NQ  |     |     |     |     |     |     |     | 0           |
| –    | Hal Robson            |     | NQ  |     |     |     |     |     |     |     | 0           |
| –    | Danny Oakes           |     | NQ  |     |     |     |     |     |     |     | 0           |
| –    | Allen Heath           |     | NQ  |     |     |     |     |     |     |     | 0           |
| –    | Johnnie Tolan         |     | NQ  |     |     |     |     |     |     |     | 0           |
| –    | Johnny Kay            |     | NQ  |     |     |     |     |     |     |     | 0           |
| –    | Joe Barzda            |     | NQ  |     |     |     |     |     |     |     | 0           |
| –    | Wayne Selser          |     | NQ  |     |     |     |     |     |     |     | 0           |
| –    | George Fonder         |     | NQ  |     |     |     |     |     |     |     | 0           |
| –    | Frank Armi            |     | NQ  |     |     |     |     |     |     |     | 0           |
| –    | Johnny Roberts        |     | NQ  |     |     |     |     |     |     |     | 0           |
| –    | Bill Homeier          |     | NQ  |     |     |     |     |     |     |     | 0           |
| –    | Bill Boyd             |     | NQ  |     |     |     |     |     |     |     | 0           |
| –    | Red Hamilton          |     | NQ  |     |     |     |     |     |     |     | 0           |
| –    | Al Herman             |     | NQ  |     |     |     |     |     |     |     | 0           |
| –    | Jorge Daponte         |     | NQ  |     |     |     |     |     |     |     | 0           |
| –    | Jud Larson            |     | NQ  |     |     |     |     |     |     |     | 0           |
| Pos. | Pilota                |     |     |     |     |     |     |     |     |     | Punti       |

| Legenda | 1º posto     | 2º posto | 3º posto    | A punti         | Senza punti/Non class.  | Grassetto – Pole position Corsivo – Giro più veloce |
| Legenda | Squalificato | Ritirato | Non partito | Non qualificato | Solo prove/Terzo pilota | Grassetto – Pole position Corsivo – Giro più veloce |